# ساوسیر (میسیسیپی)
ساوسیر (به انگلیسی: Saucier) مکانی در ایالت میسیسیپی کشور ایالات متحده آمریکا است که جمعیت آن در سرشماری سال ۲۰۱۰ میلادی، ۱٬۳۴۲
نفر بوده‌است.